# Автопортрет Дюрера (1498)
«Автопортрет» — картина Альбрехта Дюрера. Самый маленький из трёх известных цветных автопортретов Дюрера.

## История создания
На полотне стоит подпись художника: «Я написал это с себя / Мне было двадцать шесть лет / Альбрехт Дюрер (нем. Das malt ich nach meiner gestalt / Ich war sex und zwenzig Jor alt / Albrecht Dürer)». Поскольку художнику 21 мая исполнялось 27 лет, то можно с уверенностью сказать, что Дюрер закончил работу над своим портретом в начале 1498 года. Дюрер был сыном ювелира, приехавшего в Нюрнберг из Венгрии в середине XV в. Он является одним из известнейших представителей ренессанса в Германии. 1498 был важным для него годом. В этом году он опубликовал серию из 15 гравюр «Апокалипсис». В этом же году он вернулся из путешествия по Италии, в стиле его полотна заметно влияние венецианской и ломбардийской школы, в частности Джованни Беллини.
Полотно было приобретено Карлом I, а впоследствии королём Испании Филиппом IV.

## Художник и джентльмен
Поза художника на полотне очень спокойна и уверена. Он изобразил себя стоящим, слегка повернувшись в сторону, опираясь рукой на выступ. Фигура Дюрера занимает все полотно, почти касаясь головным убором верхней части картины. Его лицо и шея освещены светом, падающим в комнату, и длинные волнистые волосы изображены очень тщательно. По сравнению с более ранним автопортретом, у него здесь настоящая борода, которая была необычным атрибутом для молодых мужчин того времени. В Венеции Дюрер приобрёл лоск, о чём он с иронией сообщал в письме другу Виллибальду Пиркгеймеру: «Я стал венецианским Zentilam» (от итал. gentiloumo — «джентльмен»). Одежда живописца очень изысканна. Его элегантный жакет окаймлён чёрным, под ним у него белая рубаха, вышитая на вороте. У него на голове полосатый головной убор, в тон жакета. Поверх плеча наброшена светло-коричневая накидка, которая удерживается шнуром обвитым вокруг его шеи. На руках у него кожаные перчатки тонкой выработки.
В комнате изображены арка, частично обрамляющая голову художника, а справа раскрытое окно с изысканным ландшафтом. Зелёные поля убегают вдаль к окружённому деревьями озеру, а позади видны покрытые снегами горы, вероятно напоминавшие Дюреру путешествие через Альпы тремя годами ранее. В Германии в это время художник всё ещё рассматривался как мастеровой, что было абсолютно неприемлемо для Дюрера. На автопортрете он изображён аристократом, высокомерным и щёгольским молодым человеком.
О, как я буду мерзнуть на родине после здешнего солнца. Здесь я господин, дома — тунеядец. (Oh, wie wird mich nach der Sonne frieren. Hier bin ich ein Herr, daheim bin ich ein Schmarotzer.) — писал он в то время своему другу.
Его модный и дорогой костюм, как и горная цепь вдали за окном (уходящий вдаль горизонт), указывают на то, что он не считает себя больше ограниченным провинциалом.

## Автопортреты Дюрера
Дюрер был первым западным художником, написавшим в течение своей жизни несколько автопортретов. Благодаря им можно проследить эволюцию живописца. Свой первый автопортрет Дюрер написал в 1484 г. в возрасте 13 лет, этот рисунок серебряным карандашом сейчас хранится в венской галерее Альбертина.
- Автопортрет, 1484
- Автопортрет, Лувр, 1493
- Автопортрет, Старая пинакотека, 1500